# Trichosalpinx xiphochila
Trichosalpinx xiphochila är en orkidéart som först beskrevs av Heinrich Gustav Reichenbach, och fick sitt nu gällande namn av Carlyle August Luer. Trichosalpinx xiphochila ingår i släktet Trichosalpinx och familjen orkidéer. Inga underarter finns listade i Catalogue of Life.

## Bildgalleri

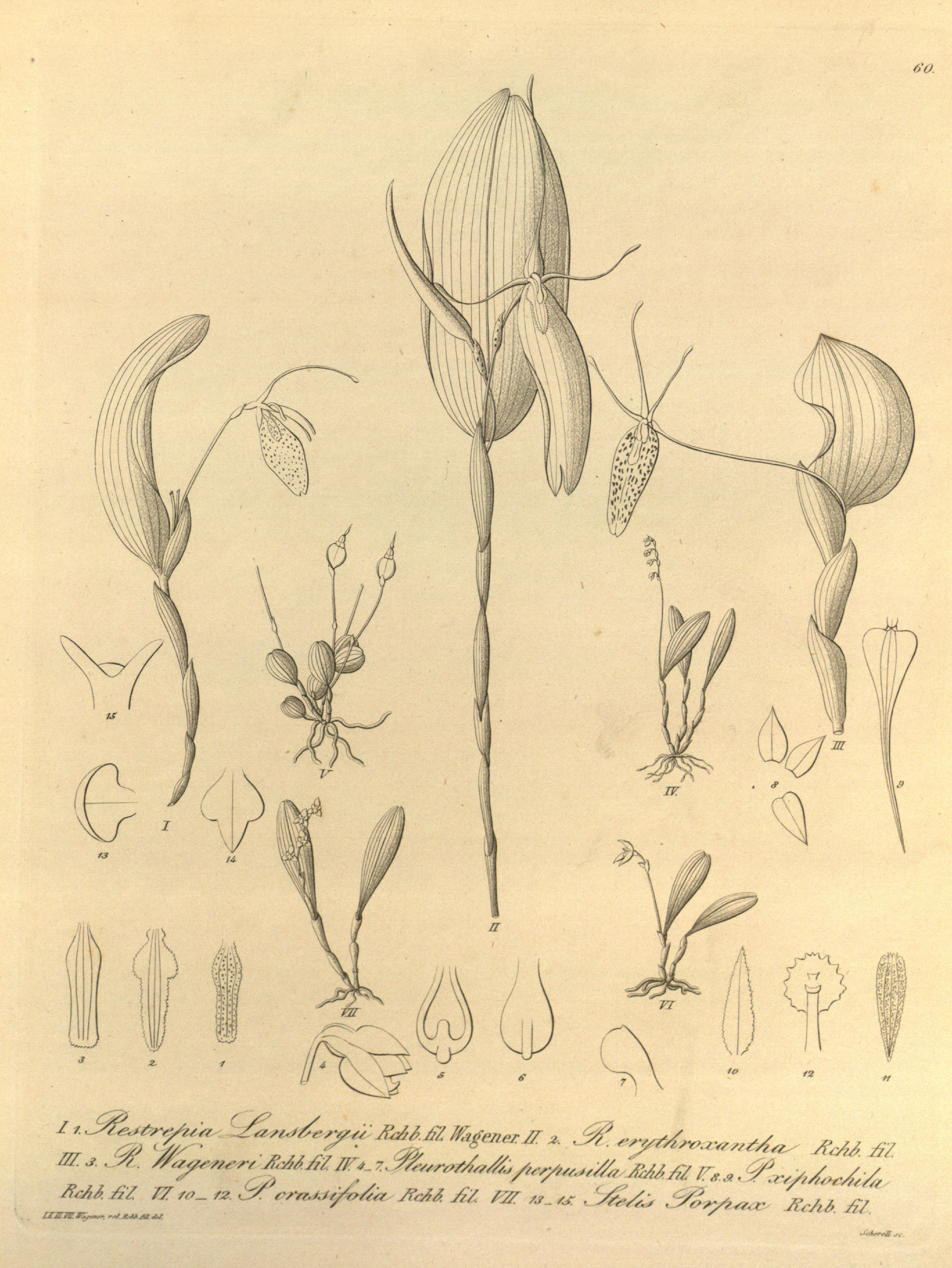